# Отто Фіцнер
О́тто Фі́цнер (нім. Otto Fitzner) — німецький льотчик-ас, лейтенант Імперської армії.

## Біографія
Учасник Першої світової війни, пройшов льотну підготовку в 4-му авіапарку. З 8 липня 1917 по 19 березня 1918 року літав у складі 17-ї винищувальної ескадрильї. 19 березня 1918 року призначений командиром 65-ї винищувальної ескадрильї, в якій літав до кінця війни. 25 серпня 1918 року зазнав бойового поранення, 31 серпня повернувся до ладу.
Всього за час бойових дій здобув 9 перемог.